# Manfredo II de Saluzzo
Manfredo II del Vasto (Saluzzo, 1140 - Saluzzo, febrero de 1215) fue el segundo marqués de Saluzzo, desde 1175 hasta su muerte. Fue hijo de Manfredo I de Saluzzo y la esposa de este, Leonor.

## Gobierno
Manfredo instaló definitivamente la capital del marquesado en Saluzzo. Antes de 1182 se casó con Azalaïs, hija de Guillermo V de Montferrato, formando una alianza con la familia Aleramici, una de las más poderosas dinastías del Norte de Italia. 
Manfredo II fue el primer miembro de la familia en llamarse "marqués", pues sus antecesores habían sido siempre los condes titulares de la marca. Este hecho del cambio de nombre da idea de la influencia que llegó a tener más allá de los confines de su territorio. Sin embargo, el título de marqués de Saluzzo no implicó que situase una Corte permanente en la ciudad, sino que varió de residencia muchas veces entre las ciudades de Carmagnola, Racconigi, Revello y Dogliani. En 1198 fundó la ciudad de Cuneo con la intención de fortalecer su influencia en la parte sur occidental del Piedemonte. Tuvo que enfrentarse al expansionismo de su vecino el conde de Saboya. Afirmando su poder en las cuatro ciudades anteriores, convirtió a Cuneo en la base de la expansión militar de la familia Del Vasto, quienes en aquellos años tenían posesiones en Langhe y la parte meridional de Saboya. Después de numerosas escaramuzas, Manfredo II llegó a un acuerdo con Saboya en 1213.

## Descendencia
Con su esposa Azalaïs o Alasia de Montferrato tuvo cinco hijos:
- Agnes, que se casó con Comita III de Torres de Sassari, Juez de Logudoro (Cerdeña).
- Bonifacio , que se casó con María de Torres de Sassari, hija del mencionado Comita.
- Margarita, casada con Geoffrey de Salvaing.
- Otra hija de nombre desconocido casada con el marqués Guillermo II de Ceva.
- Tomás

Además tuvo un hijo ilegítimo llamado Bastardino
A su muerte le sucedió su nieto Manfredo, hijo de Bonifacio ya que este murió en 1212.
| Predecesor: Manfredo I | Marqués de Saluzzo 1175-1215 | Sucesor: Manfredo III |

- Datos: Q369209